# El Barrito
El Barrito es un corregimiento del distrito de Atalaya en la provincia de Veraguas, República de Panamá. La localidad tiene 774 habitantes (2010).